# 右更三
右更三（双鱼座π，π Psc）是双鱼座的一颗恒星，视星等为+5.551，距离地球约114光年。